# Affäre Hildebrand
Als Affäre Hildebrand wird die Affäre um Devisentransaktionen in US-Dollar über ein Konto des damaligen Präsidenten der Schweizerischen Nationalbank (SNB), Philipp Hildebrand, bezeichnet.
Dies war bekannt geworden, weil ein Mitarbeiter der Bank Sarasin als Whistleblower Kundendaten von Hildebrand an den Rechtsanwalt und SVP-Kantonspolitiker Hermann Lei weiterleitete. Lei gab die Unterlagen an SVP-Nationalrat Christoph Blocher und an den Journalisten Urs Paul Engeler von der Weltwoche weiter.

## Kurspolitik der SNB
Nachdem der Schweizer Franken als «Sichere-Hafen»-Währung im Sommer 2011 infolge der Eurokrise zunehmend an Stärke zugelegt hatte, wurde aus der Schweizer Tourismus- und Exportindustrie die Forderung nach einer fixen Untergrenze des Wechselkurses Franken-Euro laut. Am 6. September 2011 legte die Nationalbank einen Mindestkurs von 1.20 Franken pro Euro fest.

## Ablauf der Affäre Hildebrand
Am 3. Januar 2012 teilte die Bank Sarasin mit, dass Kundendaten von einem Mitarbeiter der Bank entwendet und unerlaubterweise an externe Dritte weitergegeben wurden. Beim geschädigten Kunden handelte es sich um die Familie des Präsidenten der Schweizerischen Nationalbank, Philipp Hildebrand. Der Mitarbeiter, der im Bereich des IT-Supports tätig war, wurde entlassen. Er stellte sich der Polizei. Die Bank Sarasin reichte auch gegen Dritte eine Strafanzeige ein. Am 13. Januar 2012 wurde eine Strafuntersuchung gegen Lei und den Zürcher SVP-Kantonsrat Claudio Schmid wegen Widerhandlung gegen das Bankengesetz (Art. 47 BankG) bzw. eine Teilnahme daran eingeleitet. Lei wurde zusätzlich die Verletzung des Berufsgeheimnisses vorgeworfen. Es fanden diverse Hausdurchsuchungen und Befragungen statt.
Im Dezember 2011 bzw. Januar 2012 kam Hildebrand wegen Insiderhandelsvorwürfen, insbesondere wegen eines Devisenkaufs von 504'000 US-Dollar gegen Schweizer Franken seiner Frau Kashya Hildebrand im August 2011 über sein Konto – nach seinen Angaben ohne sein vorgängiges Wissen – im Vorfeld der Festlegung des Euro-Mindestkurses von 1.20 Schweizer Franken pro Euro durch die Schweizerische Nationalbank im September 2011, stark unter Druck.
Hermann Lei spielte die Kontounterlagen der Bank Sarasin dem Nationalrat Christoph Blocher zu. Blocher informierte zunächst den Bundesrat als Kontrollbehörde der SNB über die Transaktionen, daraufhin beauftragte der Bankrat die Revisionsstelle PricewaterhouseCoopers (PWC) mit der Untersuchung der Banktransaktionen der Familie Hildebrand im Jahr 2011. PWC kam zum Schluss, dass kein Verstoss gegen das Reglement über Eigengeschäfte mit Finanzinstrumenten vorliege und dass alle Transaktionen regelkonform getätigt worden seien. Nach einer Darstellung durch Urs Paul Engeler in der Wochenzeitung Die Weltwoche soll Philipp Hildebrand die umstrittenen Devisengeschäfte selbst in Auftrag gegeben haben. Hildebrand bestritt diese Vorwürfe. Die Unterlagen bekam die Weltwoche durch Hermann Lei.
Am 9. Januar 2012 gab die Schweizerische Nationalbank bekannt, dass Hildebrand sein Amt mit sofortiger Wirkung zur Verfügung stellt. In der folgenden Pressekonferenz begründete Hildebrand seinen Rücktritt damit, dass er «in Anbetracht der andauernden öffentlichen Debatte rund um diese Finanztransaktionen, nach gründlicher Prüfung der gesamten Dokumentation und eingehendem Nachdenken seit der Medienkonferenz» zum Schluss gekommen sei, dass «es nicht möglich ist, einen abschliessenden Beweis zu liefern, dass meine Frau ohne mein Wissen die Devisentransaktion am 15. August veranlasst hat.» Er bekräftigte die Aussage mit einem Ehrenwort. Mit seinem Rücktritt veröffentlichte er auch neue Dokumente, die ihn schwer belasteten. Gemäss den Dokumenten gab Hildebrand – „um von den gegenwärtigen tiefen Preisen zu profitieren“ – sein grundsätzliches Einverständnis für Dollartransaktionen seiner Frau im Vorfeld des umstrittenen Dollar-Kaufs vom August 2011, ordnete ihn aber nicht an.
Den Vorsitz des Direktoriums der SNB übernahm interimistisch Vizepräsident Thomas Jordan.
Im Januar 2012 beauftragte der Bankrat der SNB die Revisionsgesellschaft KPMG Schweiz mit der Durchsicht und Analyse aller noch nicht in der Öffentlichkeit bekannten und bereits geprüften Finanztransaktionen von Philipp Hildebrand und aller Mitglieder des Erweiterten Direktoriums sowie deren Angehörigen (ausgenommen von Kashya Hildebrand) der SNB für den Zeitraum von 1. Januar 2009 bis 31. Dezember 2011. KPMG Schweiz publizierte ihren Prüfungsbericht am 7. März 2012. KPMG fand keine Reglementsverletzungen. Mitte März 2012 weitete die Nationalbank den Prüfungsauftrag auf die Konten von Ehefrau Kashya Hildebrand aus. Am 25. April 2012 folgte das Resultat der Prüfung der Privat- und Geschäftskonti von Kashya Hildebrand. Die Überprüfung umfasste alle Devisentransaktionen ab 20'000 Franken und alle übrigen Transaktionen ab 100'000 Franken im Zeitraum vom 1. Januar 2009 bis Ende Dezember 2011. Es wurden keine Reglementsverletzungen festgestellt.
Am 17. Februar 2012 gab Bankrats-Präsident der SNB Hansueli Raggenbass bekannt, dass er im Frühjahr 2012 zum Ende seiner Amtsdauer 2008 bis 2012 nicht mehr zur Wahl antrete. Raggenbass war wegen seines Krisenmanagements unter Druck geraten.
Am 12. März 2012 verabschiedete der Bankrat der Nationalbank ein neues Reglement für Eigengeschäfte von Mitgliedern der Bankleitung. Dies geschah nachdem das bishergehende Reglement als zu lasch kritisiert wurde. Das verschärfte Reglement trat auf den 1. Mai 2012 in Kraft.
Nachdem Nationalrat Christoph Blocher im Januar 2012 durch die Oberstaatsanwaltschaft Zürich als sogenannte Auskunftsperson, was in der Strafprozessordnung eine Stellung zwischen Beschuldigtem und Zeugen ist, befragt wurde, eröffnete sie im März 2012 ein Strafverfahren gegen ihn wegen Widerhandlung gegen das Bankengesetz und liess seine Villa in Herrliberg sowie die Büroräume seiner Robinvest AG im benachbarten Männedorf durchsuchen. Gegenstand des Verfahrens ist die Prüfung einer strafrechtlich relevanten Beteiligung von Blocher an der Weitergabe von gestohlenen Bankdaten durch den IT-Mitarbeiter der Bank Sarasin. Blocher beruft sich auf seine parlamentarische Immunität, was umstritten ist. Die Prüfung erfolgte am 25. April 2012 durch die nationalrätliche Immunitätskommission. Die Kommission entschied, dass Blocher trotz Wahl in den Nationalrat für seine Handlungen vor seiner Vereidigung zum Nationalrat am 5. Dezember 2011 sich nicht auf Immunität berufen kann. Für Handlungen nach seiner Vereidigung soll er nach dem Willen der Kommission hingegen vom Schutzbereich der Immunität gedeckt sein. Am 31. Mai 2012 tagte die Rechtskommission des Ständerats über Blochers Immunität. Die Kommission war in einem Punkt gleicher Meinung, dass Blocher vor seiner Vereidigung zum Nationalrat keine Immunität genoss. Des Weiteren aber entschied die Kommission auch für die Zeit nach Blochers Vereidigung, dass er keinen Anspruch auf Immunität hat. Das Geschäft ging daraufhin zur Differenzbereinigung zurück in die nationalrätliche Kommission und danach wieder zur Rechtskommission des Ständerats. Falls in diesem zweiten Durchgang auch nur eines der beiden Gremien nicht auf das Immunitätsgesuch eintritt, verwehrt man Blocher gänzlich die Immunität. Da die ständerätliche Rechtskommission am 31. Mai 2012 deutlich mit zehn zu drei Stimmen nicht auf das Gesuch Blochers eingetreten ist, kann davon ausgegangen werden, dass die Staatsanwaltschaft sämtlichen Vorwürfen gegen Blocher nachgehen kann. Am 7. Juni 2012 hielt die Immunitätskommission des Nationalrats an ihrer Sichtweise vom 25. April 2012 fest. Blocher interpretiert das Parlamentsgesetz anders als die bishergehende Leseart, er geht davon aus mit dem Entscheid der Immunitätskommission des Nationalrats sei der Fall gänzlich abgeschlossen und das Gesuch der Staatsanwaltschaft gegen ihn ermitteln zu dürfen, sei «definitiv abgewiesen». Die ständerätliche Rechtskommission dürfe «nicht mehr darüber befinden». Am 11. Juni 2012 tagte die ständerätliche Rechtskommission und entschied gleich wie am 31. Mai 2012, dass Blocher keine Immunität hat. Blochers Rechtsinterpretation sind die Kommissionen beider Räte nicht gefolgt. Der Entscheid zur Immunität ist nicht anfechtbar.

## Bericht der GPK
Am 15. März 2013 veröffentlichten die Geschäftsprüfungskommissionen beider Räte den Bericht: «Rücktritt des SNB-Präsidenten am 9. Januar 2012: Der Bundesrat im Spannungsfeld zwischen der politischen und der aufsichtsrechtlichen Dimension», indem sie die «Rechtmässigkeit, Zweckmässigkeit und Wirksamkeit des Handelns» von Bundesrat und den zuständigen Mitgliedern der Bundesverwaltung prüften.

### Fehlende Rechtsgrundlage
In diesem Bericht rügten die GPK verschiedenste Punkte. So sei das Handeln des Bundesrates, die SNB zu beaufsichtigen, nicht rechtmässig gewesen: Das Legalitätsprinzip (Art. 5 Abs, 1 BV), das in der Schweiz besonders stark ausgeprägt ist, gebietet es, dass alles Handeln von staatlichen Organen einer Rechtsgrundlage bedarf; diese habe jedoch im vorliegenden Fall gefehlt. Für die Aufsicht ist der Bankrat der SNB zuständig. Bei der Befragung durch die GPK entgegnete Micheline Calmy-Rey, Bundespräsidentin 2011 jedoch: 

«Es ist klar, dass der [Bundesrat] den Präsidenten des Direktoriums ernennt und somit eine gewisse Verantwortung hat, aber in dieser Angelegenheit sah ich meine Rolle und die Rolle des Bundesrates nicht darin, die Bank zu beaufsichtigen. […] Es ist nicht unsere Sache, die SNB zu beaufsichtigen – die ja nicht als Institution, sondern nur in Bezug auf ihre Reputation betroffen war – es handelte sich um eine politische und nicht um eine rechtliche Frage.»

Eine von Calmy-Rey bzw. vom Ad-hoc-Ausschuss beschlossene Massnahme war, den Direktor und den Vize-Direktor der Eidgenössiche Finanzkontrolle (EFK) ad personam mit der Überprüfung der privaten Bankkonten von Philipp Hildebrand zu beauftragen. Die Abklärungen der GPK ergaben, dass hierfür ebenso keine Rechtsgrundlage bestand. Die EFK ist nämlich explizit (Art. 19 Finanzkontrollgesetz, FKG) von der Aufsicht der SNB ausgeschlossen. Die GPK konzedierten dem Bundesrat zwar, dass er unter Zeitdruck handeln musste. Dennoch müsse er auch in schwierigen Situation zeitlicher Dringlichkeit das Legalitätsprinzip achten. Die GPK beurteilen zwei weitere Aspekte als problematisch: Erstens können der Direktor und der Vize-Direktor der EFK ausserhalb ihres Verantwortlichkeitsbereichs nicht gleich wie verwaltungsexterne Experten mit einem privatrechtlichen Kontrollauftrag betraut werden. Die Person des Direktors und die Person des Vize-Direktors der EFK sind untrennbar mit ihrer Funktion verbunden. Diese Problematik wird im konkreten Fall durch den expliziten Ausschluss der SNB vom Anwendungsbereich des FKG noch zusätzlich unterstrichen. Zweitens besteht vor diesem Hintergrund ein Spannungsverhältnis zwischen der Aufgabe und Rolle der EFK und ihrer vorrangigen Berichterstattungspflicht an die Finanzdelegation. Diese wurde erfüllt – jedoch erst nachträglich.

### Zusammenarbeit zwischen Bundesrat und Bundesverwaltung
Zudem rügten die GPK, dass die Bundespräsidentin 2011 den Gesamtbundesrat so spät konsultiert hat. Die restlichen Bundesräte wurden am 23. Dezember 2011 in Kenntnis gesetzt, 18 Tage nachdem Blocher die Bundespräsidentin zum ersten Mal über die Banktransaktionen des SNB-Präsidenten informiert hatte. Die Bundespräsidentin begründete ihr Vorgehen einerseits damit, dass man sich mithilfe der Ad-hoc-Ausschüsse einen Überblick verschaffen wollte, bevor man den Gesamtbundesrat in Kenntnis setzt. «Wir wollten im Ad-hoc-Ausschuss zuerst noch weitere Abklärungen machen und, sobald wir eine konsolidierte Meinung hatten, den Bundesrat informieren», sagte die Vorsteherin des EFD Eveline Widmer-Schlumpf. Andererseits rechtfertigte die Bundespräsidentin die späte Informierung mit der Vermeidung von Indiskretionen. Dies sei jedoch, entgegneten die GPK, ein unhaltbarer Zustand: Die schweizerische Landesregierung müsse auch bei hochsensiblen Geschäften in der Lage sein, die Vertraulichkeit zu gewährleisten und ihre Aufgabe rechtzeitig und angemessen wahrzunehmen. Die GPK fordern den Bundesrat auf, für besondere Situationen ein besseres – d. h. einfaches, schnelles und sicheres – Kommunikationssystem zu schaffen.

## Juristische Aufarbeitung
Bei der Staatsanwaltschaft wurden wegen Verstosses gegen die Insiderstrafnorm Anzeigen gegen Hildebrand und dessen Frau eingereicht. Im September 2013 wurden die entsprechenden Verfahren formell mit einer Nichtanhandnahmeverfügung erledigt, weil Devisengeschäfte nach dem Wortlaut von Art. 161 StGB nicht in den Geltungsbereich der Insiderstrafnorm fallen.
Ende 2015 hat die Oberstaatsanwaltschaft des Kantons Zürich mitgeteilt, dass in den Ermittlungen Blocher keine strafbaren Handlungen im Zusammenhang mit der Weitergabe von Bankdaten des ehemaligen Nationalbankpräsidenten Hildebrand nachgewiesen werden können. Die spätere Weiterleitung von Unterlagen an den Bundesrat hatte keine Gehilfenschaft zur Verletzung des Bankgeheimnisses dargestellt, weil Blocher keinen Einfluss auf den Entscheid von Reto T. zur Preisgabe vertraulicher Bankdaten genommen habe. Das Verfahren gegen Christoph Blocher wurde eingestellt.
Am 23. August 2017 sprach das Obergericht Hermann Lei in einem der beiden Anklagepunkte frei, reduzierte die Strafe auf ein Drittel des vorinstanzlichen Entscheides und sprach ihm eine Entschädigung zu. Auch der Bankmitarbeiter wurde teilweise freigesprochen, seine Strafe aber erhöht. Der Gang an die Medien sei gerechtfertigt gewesen, weil angesichts der Devisentransaktionen des Nationalbankpräsidenten zumindest der Verdacht bestanden habe, dass ein «moralisch höchst verwerfliches Handeln» und damit ein «skandalöses Verhalten» bei Philipp Hildebrand vorgelegen habe.

## Dokumentation
- Hansjürg Zumstein: Der erzwungene Rücktritt. Warum Nationalbank-Präsident Hildebrand gehen musste. Video in: Schweizer Fernsehen, DOK vom 14. Juni 2012 (50 Minuten)

## Fussnoten
1. ↑  NZZ Online.: Das Bindeglied zwischen Sarasin und Blocher.
2. 1 2  Datendieb wurde an die Medien verraten. (Memento vom 10. Januar 2012 im Internet Archive)
3. 1 2  «Ich schickte Blocher Hildebrands Konto-Unterlagen». (Memento vom 10. Januar 2012 im Internet Archive) In: Blick. vom 9. Januar 2012.
4. ↑  Aargauer Zeitung: «Weltwoche» überprüft Vorwurf - zieht ihn vorerst aber nicht zurück
5. 1 2  Nationalbank legt Mindestkurs von 1.20 Franken pro Euro fest. Medienmitteilung der Schweizerischen Nationalbank vom 6. September 2011 (PDF-Datei; 57 kB)
6. ↑   SNB-Präsident Hildebrand äussert sich zu den Massnahmen der Nationalbank. (Memento vom 16. Juli 2014 im Internet Archive) Video in: Schweizer Fernsehen vom 6. September 2011.
7. ↑  Verletzung des Bankkundengeheimnisses durch einen Mitarbeiter der Bank Sarasin (Memento vom 20. August 2012 im Internet Archive) Medienmitteilung vom 3. Januar 2012 (PDF-Datei; 40 kB)
8. ↑  NZZ Online.: Bank Sarasin reicht auch gegen Dritte eine Strafanzeige ein. Privatbank prüft Schadenersatzforderung gegen die «Weltwoche». 6. Januar 2012.
9. ↑  Weitergabe vertraulicher Bankdaten: Ausweitung des Strafverfahrens. Medienmitteilung in: Staatsanwaltschaft des Kantons Zürich vom 13. Januar 2012.
10. ↑  Affäre Hildebrand: Hausdurchsuchung bei Hermann Lei. (Memento vom 15. Januar 2012 im Internet Archive) In: Schweizer Fernsehen vom 13. Januar 2012.
11. ↑  SNB-Präsident: Massnahme kann mit grossen Kosten verbunden sein. Video in: Schweizer Fernsehen vom 6. September 2011
12. ↑  Aargauer Zeitung: So kam Christoph Blocher zu Hildebrands Kontodaten, 7. Januar 2012.
13. ↑  SNB veröffentlicht internes Reglement über Eigengeschäfte und Prüfungsbericht von PWC. Medienmitteilung vom 4. Januar 2012 (PDF-Datei; 4,5 MB)
14. ↑  Finanztransaktionen der Familie Hildebrand und Ereignisse der letzten Tage. Medienkonferenz des Präsidenten des Direktoriums der Schweizerischen Nationalbank, Philipp Hildebrand vom 5. Januar 2012 (PDF-Datei; 88 kB)
15. ↑  Hildebrand verteidigt sich (Memento vom 19. Mai 2014 im Webarchiv archive.today) Video in: 10vor10, Schweizer Fernsehen vom 5. Januar 2012 (9 Minuten)
16. ↑  Neue Zürcher Zeitung: «Ich halte am Begriff Lügner fest», 7. Januar 2012.
17. ↑  Nationalbankpräsident Philipp Hildebrand stellt sein Amt per sofort zur Verfügung. (PDF; 52 kB) Schweizerische Nationalbank, abgerufen am 9. Januar 2011.
18. ↑  Erklärung von Philipp M. Hildebrand, Präsident des Direktoriums der Schweizerischen Nationalbank, zu seinem Rücktritt. Vom 9. Januar 2012 (PDF-Datei; 1,6 MB)
19. ↑  Neue Bankunterlagen belasten Philipp Hildebrand. In: Neue Zürcher Zeitung. vom 10. Januar 2012.
20. ↑  Über dieses E-Mail stolperte Hildebrand. In: 20 Minuten. vom 9. Januar 2012.
21. ↑  Marcel Gyr: Der verschlungene Weg einer verhängnisvollen E-Mail. In: Neue Zürcher Zeitung. vom 14. März 2012.
22. ↑  Der Denker aus der zweiten Reihe (Memento vom 12. Januar 2012 im Internet Archive), Website der Financial Times Deutschland, 9. Januar 2012, abgerufen am 12. Januar 2012.
23. ↑  Marcel Gyr: Keine heiklen Finanzgeschäfte. In: Neue Zürcher Zeitung. vom 8. März 2012.
24. ↑  Finanztransaktionen des Nationalbank-Direktoriums: KPMG legt Prüfbericht vor. In: Schweizerische Nationalbank vom 7. März 2012 (PDF-Datei; 97 kB) (Archiv-Version) (Memento vom 16. April 2012 auf WebCite)
25. ↑  Konten von Kashya Hildebrand unter der Lupe. In: NZZ Online. vom 15. März 2012.
26. ↑  Kashya Hildebrand hat keine Regeln verletzt. In: NZZ Online. vom 25. April 2012.
27. ↑  Finanztransaktionen Kashya Hildebrand: Überprüfungsergebnis liegt vor. Medienmitteilung vom 25. April 2012 (PDF-Datei; 8,1 MB)
28. ↑  Bankratspräsident Raggenbass tritt nicht mehr an. In: NZZ Online. vom 17. Februar 2012.
29. ↑  Bankrat der Nationalbank: Sämtliche Arbeiten auf Kurs – Dr. Hansueli Raggenbass kandidiert nicht mehr für das Bankratspräsidium. In: Schweizerische Nationalbank vom 17. Februar 2012 (PDF-Datei; 63 kB)
30. ↑  Nationalbank verschärft Anlageregeln für Direktoren. In: NZZ Online. vom 13. März 2012.
31. ↑  Der Bankrat der Nationalbank verabschiedet neues Reglement für Eigengeschäfte von Mitgliedern der Bankleitung. In: Schweizerische Nationalbank vom 12. März 2012 (PDF-Datei; 792 kB)
32. ↑  Marcel Gyr: Blocher von Staatsanwalt befragt. In: NZZ Online. vom 13. Januar 2012.
33. ↑  Strafverfahren auf Nationalrat Christoph Blocher ausgedehnt. Medienmitteilung in: Staatsanwaltschaft Zürich vom 20. März 2012.
34. ↑  Hildebrand-Affäre erfasst SVP-Politiker Blocher. FAZ Online, 21. März 2012.
35. ↑  Christian Brönnimann, Iwan Städler: Christoph Blocher pocht auf seine Immunität, doch so einfach ist das nicht mehr. In: Tages-Anzeiger. vom 22. März 2012.
36. ↑  Strafrechtler: «Blochers Immunität ist ein Grenzfall». (Memento vom 22. März 2012 im Internet Archive) In: Schweizer Fernsehen, 10vor10 vom 21. März 2012.
37. ↑  Jositsch: «Blocher hat keine Immunität». (Memento vom 25. März 2012 im Internet Archive) In: Schweizer Fernsehen vom 24. März 2012.
38. ↑  Peter Hossli: Herr Blocher, so viel zu Ihrer Immunität. In: SonntagsBlick vom 25. März 2012.
39. ↑  12.190 Immunität von Nationalrat Christoph Blocher. Gesuch um Aufhebung. Information der Räte gemäss Artikel 17a Absatz 6 Parlamentsgesetz (ParlG; SR 171.10) In: parlament.ch vom 25. April 2012 (PDF-Datei; 19 kB)
40. ↑  Stefan Schürer: Blocher handelte zwei Tage zu früh. In: Tages-Anzeiger. vom 25./26. April 2012.
41. ↑  Stefan Schürer, Iwan Städler: Staatsanwaltschaft kann sämtliche Vorwürfe gegen Blocher untersuchen. In: Tages-Anzeiger vom 31. Mai 2012.
42. ↑  Stefan Schürer: Blocher hätte Aufsicht informieren müssen. In: Tages-Anzeiger. vom 31. Mai 2012.
43. ↑  Dissens zur Immunität von Blocher. In: Neue Zürcher Zeitung. vom 1. Juni 2012, S. 12
44. ↑  Nationalratskommission hält an Blochers Teilimmunität fest. (Memento vom 9. Juni 2012 im Internet Archive) In: Schweizer Fernsehen vom 7. Juni 2012.
45. ↑  Patrick Feuz: Wie Blocher seine Immunität retten will. In: Tages-Anzeiger. vom 9. Juni 2012.
46. ↑   Warum der Entscheid der Nationalrätlichen Immunitätskommission endgültig ist. (Memento vom 15. März 2013 im Internet Archive) Brief von Christoph Blocher an die Rechtskommission des Ständerates vom 8. Juni 2012.
47. ↑  Markus Brotschi: Blocher verlangt Annullierung des Strafverfahrens. (Memento vom 22. Februar 2014 im Internet Archive) In: Tages-Anzeiger. vom 11./12. Juni 2012.
48. ↑  BBl 2013 5627 Rücktritt des SNB-Präsidenten am 9. Januar 2012: Der Bundesrat im Spannungsfeld zwischen der politischen und der aufsichtsrechtlichen Dimension. Bericht der Geschäftsprüfungskommissionen des Nationalrates und des Ständerates. S. 5649, abgerufen am 7. Oktober 2022.
49. ↑  BBl 2013 5627 Rücktritt des SNB-Präsidenten am 9. Januar 2012: Der Bundesrat im Spannungsfeld zwischen der politischen und der aufsichtsrechtlichen Dimension. Bericht der Geschäftsprüfungskommissionen des Nationalrates und des Ständerates. In: Bundesblatt. Bundeskanzlei, 15. März 2013, S. 5647–5658, abgerufen am 7. Oktober 2022.
50. ↑  BBl 2013 5627 Rücktritt des SNB-Präsidenten am 9. Januar 2012: Der Bundesrat im Spannungsfeld zwischen der politischen und der aufsichtsrechtlichen Dimension. Bericht der Geschäftsprüfungskommissionen des Nationalrates und des Ständerates. In: Bundesblatt. Bundeskanzlei, 15. März 2013, S. 5659–5660, abgerufen am 7. Oktober 2022.
51. ↑  Erste Verfahren im Zusammenhang mit der Affäre Hildebrand abgeschlossen. Medienmitteilung der Staatsanwaltschaft Zürich vom 1. Oktober 2013.
52. ↑  '«Fall Hildebrand» Strafverfahren gegen Christoph Blocher eingestellt' In: NZZ vom 10. Dezember 2015.
53. ↑  SDA: Affäre Hildebrand: SVP-Politiker Hermann Lei erhält mildere Strafe. In: tagesanzeiger.ch. 23. August 2017, abgerufen am 9. März 2024.
54. ↑  Zürcher Obergericht verurteilt SVP-Politiker Hermann Lei. In: nzz.ch. 23. August 2017, abgerufen am 30. Januar 2024.